# Billboard Music Awards 2018
Die Billboard Music Awards wurden am 20. Mai 2018 in der MGM Grand Garden Arena in Paradise verliehen. Es war die erste Veranstaltung, die von NBC übertragen wurde. Die Nominierungen wurden am 17. April 2018 verkündet. Moderatorin war Kelly Clarkson. Sponsoren waren Xfinity, Pepsi, T-Mobile, Uber und 23andMe.

## Liveauftritte
| Künstler                                                     | Songs |
| ------------------------------------------------------------ | --- |
| Ariana Grande                                                | No Tears Left to Cry |
| Kelly Clarkson                                               | Medley: My Church Too Good at GoodbyesHumbleThunderYoung Dumb & BrokeFinesse Shape of You There's Nothing Holdin' Me Back Look What You Made Me Do |
| Dua Lipa                                                     | New Rules |
| Shawn Mendes                                                 | In My Blood |
| KhalidNormani                                                | Love Lies |
| John Legend                                                  | A Good Night |
| Christina AguileraDemi Lovato                                | Fall in Line |
| Ed Sheeran                                                   | Galway Girl (live aus Irland) |
| Jennifer LopezDJ KhaledCardi B                               | Dinero |
| Shawn MendesKhalidMarjory Stoneman Douglas High School Choir | Youth |
| ZeddMaren MorrisGrey                                         | The Middle |
| Janet Jackson                                                | NastyIfThrob |
| MacklemoreKesha                                              | Good Old Days (live vor der T-Mobile Arena) |
| Kelly Clarkson                                               | Whole Lotta Woman |
| Pharrell WilliamsCamila Cabello                              | Sangria WineHavana |
| BTS                                                          | Fake Love |
| Salt-N-Pepa En Vogue Kelly Clarkson                          | ShoopLet's Talk About SexPush ItWhatta Man |

## Sieger und Nominierungen
Sieger stehen als erstes und fett.
| Top Artist | Top New Artist |
| --- | --- |
| - Ed Sheeran - Drake - Kendrick Lamar - Bruno Mars - Taylor Swift | - Khalid - 21 Savage - Camila Cabello - Cardi B - Kodak Black |
| Top Male Artist | Top Female Artist |
| - Ed Sheeran - Drake - Kendrick Lamar - Bruno Mars - Post Malone | - Taylor Swift - Camila Cabello - Cardi B - Halsey - Demi Lovato |
| Top Duo/Group | Top Billboard 200 Artist |
| - Imagine Dragons - The Chainsmokers - Coldplay - Migos - U2 | - Drake - Kendrick Lamar - Ed Sheeran - Chris Stapleton - Taylor Swift |
| Top Billboard 200 Album | Top Hot 100 Artist |
| - DAMN. – Kendrick Lamar - More Life – Drake - Stoney – Post Malone - ÷ (Divide) – Ed Sheeran - reputation – Taylor Swift | - Ed Sheeran - Imagine Dragons - Kendrick Lamar - Bruno Mars - Post Malone |
| Top Hot 100 Song | Top Song Sales Artist |
| - Despacito – Luis Fonsi and Daddy Yankee featuring Justin Bieber - Humble. – Kendrick Lamar - That's What I Like – Bruno Mars - Rockstar – Post Malone featuring 21 Savage - Shape of You – Ed Sheeran                                 | - Ed Sheeran - Imagine Dragons - Kendrick Lamar - Bruno Mars - Post Malone |
| Top Selling Album | Top Selling Song |
| - reputation – Taylor Swift - DAMN. – Kendrick Lamar - Beautiful Trauma – Pink - ÷ (Divide) – Ed Sheeran - From a Room: Volume 1 – Chris Stapleton                                                                                      | - Despacito – Luis Fonsi and Daddy Yankee featuring Justin Bieber - Body Like a Back Road – Sam Hunt - Believer – Imagine Dragons - Thunder – Imagine Dragons - Perfect – Ed Sheeran                                                                                         |
| Top Radio Songs Artist | Top Radio Song |
| - Ed Sheeran - Halsey - Imagine Dragons - Bruno Mars - Charlie Puth | - Shape of You – Ed Sheeran - Something Just Like This – The Chainsmokers and Coldplay - Believer – Imagine Dragons - That's What I Like – Bruno Mars - Attention – Charlie Puth                                                                                             |
| Top Streaming Artist | Top Streaming Song (Audio) |
| - Kendrick Lamar - Cardi B - Drake - Post Malone - Ed Sheeran | - Humble. – Kendrick Lamar - Despacito – Luis Fonsi and Daddy Yankee featuring Justin Bieber - XO Tour Llif3 – Lil Uzi Vert - Rockstar – Post Malone featuring 21 Savage - Congratulations – Post Malone featuring Quavo                                                     |
| Top Streaming Song (Video) | Top Collaboration |
| - Despacito – Luis Fonsi and Daddy Yankee featuring Justin Bieber - Bodak Yellow (Money Moves) – Cardi B - Gucci Gang – Lil Pump - That's What I Like – Bruno Mars - Shape of You – Ed Sheeran                                          | - Luis Fonsi and Daddy Yankee featuring Justin Bieber (Despacito) - Camila Cabello featuring Young Thug (Havana) - The Chainsmokers and Coldplay (Something Just Like This) - French Montana featuring Swae Lee (Unforgettable) - Post Malone featuring 21 Savage (Rockstar) |
| Top Touring Artist | Top R&B Artist |
| - U2 - Coldplay - Guns n’ Roses - Bruno Mars - Ed Sheeran | - Bruno Mars - Chris Brown - Khalid - SZA - The Weeknd |
| Top R&B Male Artist | Top R&B Female Artist |
| - Bruno Mars - Khalid - The Weeknd | - SZA - Beyoncé - Rihanna |
| Top R&B Album | Top R&B Song |
| - 24K Magic – Bruno Mars - American Teen – Khalid - CTRL – SZA - Starboy – The Weeknd - 17 – XXXTentacion | - That's What I Like – Bruno Mars - Redbone – Childish Gambino - Wild Thoughts – DJ Khaled featuring Rihanna and Bryson Tiller - Young, Dumb & Broke – Khalid - Finesse – Bruno Mars featuring Cardi B                                                                       |
| Top R&B Tour | Top Rap Artist |
| - Bruno Mars - Lionel Richie - The Weeknd | - Kendrick Lamar - Drake - Lil Uzi Vert - Migos - Post Malone |
| Top Rap Male Artist | Top Rap Female Artist |
| - Kendrick Lamar - Drake - Post Malone | - Cardi B - Bhad Bhabie - Nicki Minaj |
| Top Rap Album | Top Rap Song |
| - DAMN. – Kendrick Lamar - More Life – Drake - Luv Is Rage 2 – Lil Uzi Vert - Stoney – Post Malone - Culture – Migos | - Rockstar – Post Malone featuring 21 Savage - Bodak Yellow (Money Moves) – Cardi B - I'm the One – DJ Khaled, Justin Bieber, Quavo, Chance the Rapper and Lil Wayne - Unforgettable – French Montana featuring Swae Lee - Humble. – Kendrick Lamar                          |
| Top Rap Tour | Top Country Artist |
| - Jay-Z - J. Cole - Kendrick Lamar | - Chris Stapleton - Kane Brown - Luke Combs - Sam Hunt - Thomas Rhett |
| Top Country Male Artist | Top Country Female Artist |
| - Chris Stapleton - Sam Hunt - Thomas Rhett | - Maren Morris - Kelsea Ballerini - Miranda Lambert |
| Top Country Duo/Group Artist | Top Country Album |
| - Florida Georgia Line - Old Dominion - Zac Brown Band | - From A Room: Volume 1 – Chris Stapleton - Kane Brown – Kane Brown - This One's for You – Luke Combs - Life Changes – Thomas Rhett - Brett Young – Brett Young |
| Top Country Song | Top Country Tour |
| - Body Like a Back Road – Sam Hunt - What Ifs – Kane Brown featuring Lauren Alaina - Small Town Boy – Dustin Lynch - Meant to Be – Bebe Rexha featuring Florida Georgia Line - In Case You Didn't Know – Brett Young                    | - Luke Bryan - Florida Georgia Line - Tim McGraw and Faith Hill |
| Top Rock Artist | Top Rock Album |
| - Imagine Dragons - Linkin Park - Portugal. The Man - Tom Petty & The Heartbreakers - Twenty One Pilots | - Evolve – Imagine Dragons - One More Light – Linkin Park - Death of a Bachelor – Panic! at the Disco - Woodstock – Portugal. The Man - Songs of Experience – U2 |
| Top Rock Song | Top Rock Tour |
| - Believer – Imagine Dragons - Thunder – Imagine Dragons - Heavy – Linkin Park featuring Kiiara - Feel It Still – Portugal. The Man - Wish I Knew You – The Revivalists                                                                 | - U2 - Coldplay - Guns n’ Roses |
| Top Latin Artist | Top Latin Album |
| - Ozuna - J Balvin - Daddy Yankee - Luis Fonsi - Romeo Santos | - Odisea – Ozuna - Fenix – Nicky Jam - Me Dejé Llevar – Christian Nodal - Golden – Romeo Santos - El Dorado – Shakira |
| Top Latin Song | Top Dance/Electronic Artist |
| - Despacito – Luis Fonsi and Daddy Yankee featuring Justin Bieber - Mi Gente – J Balvin and Willy William featuring Beyoncé - Mayores – Becky G featuring Bad Bunny - Felices los 4 – Maluma - Escápate Conmigo – Wisin featuring Ozuna | - The Chainsmokers - Calvin Harris - Kygo - Marshmello - ODESZA |
| Top Dance/Electronic Album | Top Dance/Electronic Song |
| - Memories...Do Not Open – The Chainsmokers - Avīci (01) – Avicii - Funk Wav Bounces Vol. 1 – Calvin Harris - Stargazing – Kygo - A Moment Apart – ODESZA                                                                               | - Something Just like This – The Chainsmokers featuring Coldplay - No Promises – Cheat Codes featuring Demi Lovato - Rockabye – Clean Bandit featuring Sean Paul and Anne-Marie - It Ain't Me – Kygo and Selena Gomez - Stay – Zedd and Alessia Cara                         |
| Top Christian Artist | Top Christian Album |
| - MercyMe - Elevation Worship - Hillsong UNITED - Hillsong Worship - Zach Williams | - Precious Memories Collection – Alan Jackson - There Is a Cloud – Elevation Worship - Wonder – Hillsong UNITED - Let There Be Light – Hillsong Worship - Lifer – MercyMe |
| Top Christian Song | Top Gospel Artist |
| - What a Beautiful Name – Hillsong Worship - O Come to the Altar – Elevation Worship - I'll Find You – Lecrae featuring Tori Kelly - Even If – MercyMe - Old Church Choir – Zach Williams                                               | - Tasha Cobbs Leonard - Anthony Brown & group therAPy - Travis Greene - J.J. Hairston & Youthful Praise - Tamela Mann |
| Top Gospel Album | Top Gospel Song |
| - Heart. Passion. Pursuit. – Tasha Cobbs Leonard - A Long Way From Sunday – Anthony Brown & group therAPy - Crossover: Live from Music City – Travis Greene - You Deserve It – J.J. Hairston & Youthful Praise - Close – Marvin Sapp    | - You Deserve It – J.J. Hairston & Youthful Praise - Trust in You – Anthony Brown & group therAPy - You Waited – Travis Greene - Change Me – Tamela Mann - I'm Blessed – Charlie Wilson                                                                                      |
| Top Soundtrack/Cast Album | Billboard Chart Achievement (fan-voted) |
| - Moana - Black Panther: The Album - The Fate of the Furious: The Album - The Greatest Showman - Guardians of the Galaxy Vol. 2: Awesome Mix Vol. 2                                                                                     | - Camila Cabello - Cardi B - Drake - Sam Hunt - Ed Sheeran |
| Top Social Artist (Fanvote) | Icon Award |
| - BTS - Justin Bieber - Ariana Grande - Demi Lovato - Shawn Mendes | Janet Jackson |

### Mehrfache Gewinner und Nominierungen
| Nominierungen | Künstler                      |
| ------------- | ----------------------------- |
| 15            | Kendrick Lamar                |
| 15            | Bruno Mars                    |
| 15            | Ed Sheeran                    |
| 13            | Post Malone                   |
| 11            | Imagine Dragons               |
| 9             | Drake                         |
| 8             | Cardi B                       |
| 8             | Justin Bieber                 |
| 7             | Luis Fonsi                    |
| 7             | Daddy Yankee                  |
| 6             | The Chainsmokers              |
| 5             | 21 Savage                     |
| 5             | Coldplay                      |
| 5             | Sam Hunt                      |
| 5             | Chris Stapleton               |
| 5             | Taylor Swift                  |
| 4             | Camila Cabello                |
| 4             | Khalid                        |
| 4             | U2                            |
| 4             | The Weeknd                    |
| 3             | Anthony Brown & group therAPy |
| 3             | Kygo                          |
| 3             | Lil Uzi Vert                  |
| 3             | Linkin Park                   |
| 3             | Demi Lovato                   |
| 3             | MercyMe                       |
| 3             | Migos                         |
| 3             | Kane Brown                    |
| 3             | Ozuna                         |
| 3             | Florida Georgia Line          |
| 3             | Portugal. The Man             |
| 3             | Thomas Rhett                  |
| 3             | SZA                           |
| 3             | Hillsong Worship              |
| 2             | Beyoncé                       |
| 2             | Tasha Cobbs Leonard           |
| 2             | Luke Combs                    |
| 2             | French Montana                |
| 2             | Guns n’ Roses                 |
| 2             | Halsey                        |
| 2             | Calvin Harris                 |
| 2             | Hillsong UNITED               |
| 2             | Tamela Mann                   |
| 2             | ODESZA                        |
| 2             | Charlie Puth                  |
| 2             | Quavo                         |
| 2             | Rihanna                       |
| 2             | Romeo Santos                  |
| 2             | Swae Lee                      |
| 2             | Zach Williams                 |

| Wins | Artist              |
| ---- | ------------------- |
| 6    | Kendrick Lamar      |
| 6    | Ed Sheeran          |
| 5    | Justin Bieber       |
| 5    | Luis Fonsi          |
| 5    | Bruno Mars          |
| 5    | Daddy Yankee        |
| 4    | Imagine Dragons     |
| 3    | The Chainsmokers    |
| 3    | Chris Stapleton     |
| 2    | Taylor Swift        |
| 2    | Ozuna               |
| 2    | Tasha Cobbs Leonard |
| 2    | U2                  |